# Tetín u Jičína
Tetín (deutsch Tetin) ist eine Gemeinde in Tschechien. Sie liegt 13 Kilometer westlich von Dvůr Králové nad Labem und gehört zum Okres Jičín.

## Geographie
Tetín befindet sich zwischen den Tälern der Flüsse Bystřice und Dubovec am südwestlichen Fuße des Höhenzuges Zvičinský hřbet. Nordwestlich erhebt sich der Berg Dubovec (434 m) und im Norden die Skalka (412 m).
Nachbarorte sind Vřesník und Bezník im Norden, Borek und Želejov im Nordosten, Vidoň im Osten, Koleja, Vlkanov und Miletínek im Südosten, Dobeš im Süden, Paseky und Černín im Südwesten, Dolní Nová Ves und Lázně Bělohrad im Westen sowie Brdík und Brtev im Nordwesten.

## Geschichte
Die erste urkundliche Erwähnung von Tetín erfolgte im Jahre 1543.
Nach der Aufhebung der Patrimonialherrschaften bildete Tetín ab 1850 mit den Ortsteilen Vidoň und Vlkanov eine Gemeinde im Bezirk Hradec Králové und ab 1900 im Bezirk Nová Paka. 1921 verlor Vlkanov den Status eines Ortsteils. In den 1930er Jahren kam die Gemeinde zum Okres Hořice und 1961 zum Okres Jičín.  Tetín wurde am 30. April 1976 nach Miletín eingemeindet. Seit dem 24. November 1990 besteht die Gemeinde wieder.

## Gemeindegliederung
Die Gemeinde Tetín besteht aus den Ortsteilen Tetín (Tetin) und Vidoň (Widon) sowie den Ansiedlungen Falgon, Koleje und Vlkanov.

## Sehenswürdigkeiten
- Aussichtspunkt Hrubá Skála über dem Tal der Bystřice oberhalb von Vidoň
- Statue des Hl. Donatius, am Dorfplatz
- Glockenturm, am Dorfplatz
- Statue des Hl. Venantius in Vlkanov, geschaffen 1768